# Carlmann Kolb
Carlmann Kolb (ochrzcz. 29 stycznia 1703 w Kößlarn, zm. 15 stycznia 1765 w Monachium) – niemiecki kompozytor i organista, benedyktyn (OSB).

## Życiorys
Jako dziecko był chórzystą w klasztorze benedyktyńskim w Asbach. Kształcił się w Asbach i Landshut. W 1724 roku wstąpił do zakonu benedyktynów, w 1729 roku przyjął święcenia kapłańskie i został organistą w klasztorze w Asbach.
Wydał Certamen aonium, zbiór preludiów, wersetów i kadencji utrzymanych we wszystkich 8 tonacjach kościelnych (Augsburg 1733). Był też autorem symfonii na klawesyn i instrumenty smyczkowe.